# Île Piana (Cerbicale)
Ne doit pas être confondu avec Île Piana (Lavezzi).
L'île Piana, en langue corse isula Piana, est un îlot inhabité de l'archipel des Cerbicale en Corse-du-Sud. Elle fait partie de la réserve naturelle des îles Cerbicale. Sa superficie est de 1 749 ha.

## Situation et accès
L'île se trouve à environ 1 600 mètres de la côte.
Avec les îles de Forana , Maetro Maria et Pietricaggiosa, c'est l'une des principales îles de l'archipel des Cerbicale. 